# Camil
Almaleque Alcamil Naceradim Abu Almali Maomé (āl-Malik āl-Kāmil Nasr ād-Din Abu āl-Māli Muḥammad), melhor conhecido apenas como Camil (em árabe: الكامل, lit. 'āl-Kāmil'), foi um sultão do Egito da dinastia dos aiúbidas. Apesar de ter derrotado os cruzados em Damieta, cedeu-lhes Jerusalém. Na ocasião encontrou-se com São Francisco de Assis, que tentou convertê-lo ao cristianismo, mas sem sucesso. Ele era filho do sultão Adil I e sobrinho de Saladino.

## História

### Luta contra os cruzados
Em 1218, Camil liderou as forças defensoras durante o Cerco de Damieta contra a Quinta Cruzada, tornando-se sultão ainda no mesmo ano após a morte de Adil em agosto. No ano seguinte, ele quase foi derrubado por uma conspiração entre os cristãos coptas e chegou a considerar uma fuga para o Iêmem, desistindo somente quando ela foi sufocada por seu irmão, o governador de Damasco, Almoazão.
Camil fez diversas ofertas de paz aos cruzados, todas rejeitadas, por conta da influência do legado papal Pelágio. Ele ofereceu devolver Jerusalém, reconstruir suas muralhas (destruídas por seu irmão) e devolver a Vera Cruz (que ele provavelmente não tinha). Ele chegou ao ponto de negociar com São Francisco de Assis, que acompanhava a cruzada, que aparentemente tentou convertê-lo, mas sem sucesso. Porém, diz-nos o livro das Florinhas de São Francisco que se convertera no fim da vida.
Por conta de uma grande carestia e epidemias após uma temporada em que o Nilo não inundou suas margens, Camil não conseguiu mais defender Damieta e a cidade foi capturada em novembro de 1219. O sultão recuou para Almançora, uma fortaleza mais adiante no Nilo e quase não houve combates até 1221, quando o sultão novamente tentou oferecer a paz, sendo novamente recusado. Os cruzados marcharam em direção ao Cairo, mas Camil simplesmente abriu as represas provocando grandes inundações ao longo do Nilo, forçando os cruzados a finalmente aceitarem uma paz de oito anos. Em setembro do mesmo ano ele retomou Damieta.

### Disputas de poder
Nos três anos seguintes, houve uma disputa de poder com o seu irmão Almoazão e Camil estava disposto a aceitar a paz com o imperador e rei da Sicília Frederico II, que estava planejando a Sexta Cruzada. Porém, Almoazão morreu em 1227, eliminando a necessidade de uma negociação de paz apressada, porém Frederico já estava na região. Após a morte do irmão, Camil e seu outro irmão, Axerafe Calil, negociou um tratado cedendo toda a Palestina para Camil, ficando ele com a Síria. Em fevereiro de 1229, Camil negociou uma paz de dez anos com Frederico II e devolveu Jerusalém (e outros lugares santos) para o Reino de Jerusalém.

#### Tratado de 1229
O tratado de 1229 é único na história das cruzadas. Unicamente pelo caminho diplomático e sem nenhum confronto militar expressivo, Jerusalém, Belém e um corredor até o mar foi cedido ao Reino de Jerusalém. Uma exceção foi feita em relação à zona do Templo, ao Domo da Rocha e à Mesquita de al-Aqsa, que permaneceram sob controle muçulmano. Além disso, todos os habitantes muçulmanos da cidade mantiveram suas posses e suas residências, teriam seus próprios funcionários públicos para efetivarem um sistema judicial apartado e liberdade religiosa. As muralhas de Jerusalém, que haviam sido destruídas não foram reconstruídas e paz duraria por dez anos.
Mesmo assim, muitos muçulmanos se opuseram ao tratado, assim como muitos cristãos, incluindo o patriarca latino de Jerusalém, Geraldo de Lausanne, que interditou a cidade mais sagrada para o cristianismo (que Frederico ignorou). Depois do tratado, houve paz com os cruzados, mas Camil teve que enfrentar ainda os turcos seljúcidas e os corásmios antes de sua morte em 1238.

### Sucessores
Seus filhos, Sale Aiube e Adil II, o sucederam na Síria e no Egito, respectivamente, mas o império dos aiúbidas logo cairia numa guerra civil. Em 1239, o tratado com Frederico expirou e Jerusalém foi tomada pelos muçulmanos.

### Cruzadas de 1239 a 1241
As cruzadas de 1239 a 1241, sob Teobaldo IV de Champagne e Ricardo da Cornualha, conseguiram recuperar a cidade e outros territórios perdidos através de negociações. Porém, em 1241, uma aliança entre Jerusalém e Damasco não conseguiu evitar a captura e o saque de Jerusalém pelos corásmios com o apoio egípcio. Todos os ganhos diplomáticos dos anos anteriores se perderam e, mais uma vez, os cristãos se viram confinados numa estreita faixa de portos ao longo da costa do Mediterrâneo.